# GFKスロヴェン
グラズキ・フドバルスキ・クルブ・スロヴェン（セルビア語: Градски фудбалски клуб Словен, セルビア・クロアチア語: Gradski fudbalski klub Sloven）は、セルビアのヴォイヴォディナ・ルマをホームタウンとするサッカークラブである。

## 歴史
1924年に創設された。
2023-24シーズンにセルビア・スルプスカ・リーガヴォイヴォディナ地区で2位に入ると、優勝したFKジェレズニチャル・インジヤがセルビア・プルヴァ・リーガのライセンス申請を行っていなかったため、スロヴェンがプルヴァ・リーガへ初昇格した。